# بارکلی‌کارد
بارکلی‌کارد (انگلیسی: Barclaycard; ‎/ˈbɑːrklikɑːrd, -leɪ-/‎) یک ارائه‌دهندهٔ خدمات پرداخت و کارت‌های اعتباری چندملیتی و بخشی از شرکت بارکلیز است. بارکلی‌کارد تا سال ۲۰۱۰ بیش از ده میلیون مشتری در سطح پادشاهی متحد داشته‌است.